# Wanda Rutkiewicz
Wanda Rutkiewicz (Plungė, Lituânia, 4 de fevereiro de 1943 - Kangchenjunga, Índia, 12 ou 13 de maio de 1992) foi uma montanhista polaca, conhecida por ser a primeira mulher a escalar até ao topo do K2, a segunda montanha mais alta do mundo, feito conseguido em 1986, sem oxigénio suplementar.
Em 16 de outubro de 1978, tornou-se na terceira mulher, a primeira polaca e primeira europeia a atingir o cume do monte Everest.

## Morte

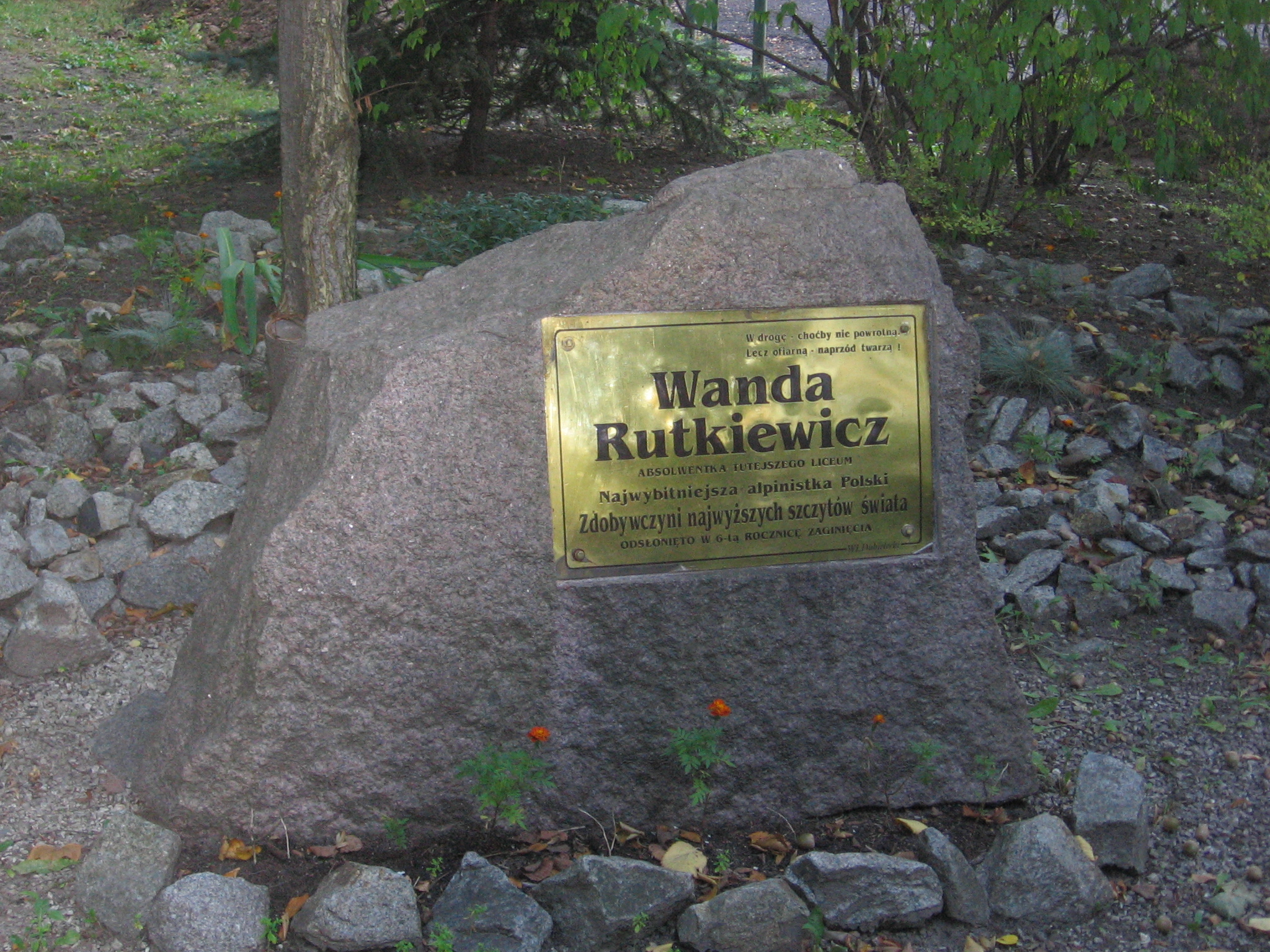
Memorial à entrada do II LO em Wrocław

O objetivo de Wanda Rutkiewicz era ser a primeira mulher a conseguir subir às 14 montanhas com mais de 8000 metros de altitude. Conseguiu subir aos cumes de:
- 1978 - Monte Everest
- 1985 - Nanga Parbat - junto com Krystyna Palmowska e Anna Czerwińska
- 1986 - K2 - primeira mulher a subir ao topo do K2
- 1987 - Shisha Pangma
- 1989 - Gasherbrum II
- 1990 - Gasherbrum I
- 1991 - Cho Oyu
- 1991 - Annapurna I
- 1992 - Kangchenjunga (desconhece-se se chegou ao topo)

Foi ao escalar o Kangchenjunga aos 49 anos de idade que Rutkiewicz foi vista pela última vez viva, pelo alpinista mexicano Carlos Carsolio. Ela estava abrigada a alta altitude na vertente noroeste, a fazer bivaque durante a sua tentativa de ascensão, a qual seria a sua nona montanha de mais de 8000 metros conquistada. Naquele momento estava fisicamente debilitada e incapaz de tomar uma decisão racional que poderia ter salvado a sua vida. Carsolio disse que não teve a força mental para convencê-la a descer, porque estava enfraquecido também. Terá falecido no Kangchenjunga em 12 ou 13 de maio de 1992. O seu corpo nunca foi encontrado.